# Klyxum legitimum
Klyxum legitimum is een zachte koraalsoort uit de familie Alcyoniidae. De koraalsoort komt uit het geslacht Klyxum. Klyxum legitimum werd in 1970 voor het eerst wetenschappelijk beschreven door Tixier-Durivault. 